# Église Notre-Dame-de-l'Assomption de Metz
Pour les articles homonymes, voir église Notre-Dame-de-l'Assomption.
L’église Notre-Dame-de-l’Assomption est un édifice de culte catholique romain situé rue de la Chèvre, anciennement rue de la Cheuve, à Metz dans le quartier de Metz-Centre. Cette église à la riche histoire est un lieu de dévotion à la Vierge Marie et l’église des artistes du diocèse de Metz. Elle est l’un des plus grands exemples d’une église qui ait sans aucun doute un caractère jésuite.

## Contexte historique
En 1665, Louis XIV a 26 ans et assure son pouvoir. Léopold Ier est empereur, Charles IV règne en Lorraine, Frédéric Guillaume Ier de Brandebourg règne en Prusse et Charles II en Angleterre. Colbert met au point la première économie dirigée. Spinoza rédige son Éthique, La Rochefoucauld ses Maximes et Molière adapte le thème de Don Juan au goût baroque de l’époque. Poussin vit ses derniers jours, Murillo et Rembrandt connaissent la gloire. Cavalli régente l’opéra italien et Lully les 24 violons de la cour de France. Leibniz a 19 ans et Newton est sur le point de découvrir la gravitation universelle. L’abbé de Rancé vient de fonder la Trappe. La lutte contre Port-Royal s’engage. Bossuet, après avoir été archidiacre de Metz, est devenu prédicateur officiel de la cour et précepteur du Dauphin.

## Les Trois-Évêchés
Metz, ancienne ville libre d’empire et place forte de première importance, après un protectorat imposé par Henri II de France et qui a duré près d’un siècle, est française de jure depuis les Traités de Westphalie (1648) et le chef-lieu des Trois-Évêchés aux frontières du Duché de Lorraine, du Duché de Bar et des Pays-Bas Espagnols ennemis. La ville est dotée d’un parlement depuis 1633.
Les Trois-Évêchés (Metz, Toul, Verdun) appartiennent donc « de jure » à la France depuis 17 ans. Le parlement de Metz est alors le plus important du Royaume. Par sa Chambre de Réunion et ses Conseils de Nancy et Ensisheim, il étend sa juridiction sur les terres entre Meuse et Rhin. Claude de Bretagne est alors président du Parlement messin. C’est à ce titre qu’il pose la première pierre de l’église dédiée au roi par l’entremise de son ancêtre Saint-Louis, le 25 mars 1665.

## Le «crève-cœur» des Réformés
La Compagnie de Jésus, qui prend une part active à la Contre-Réforme, s'est installée à Metz dans la maison et la chapelle Saint-Eloy, le 10 novembre 1622. En 1634, le père Lacaze, recteur du collège, vend les bâtiments du collège aux carmes déchaussés. Les jésuites s'installent rue Mazelle en 1635. Dès 1627, les jésuites avaient acheté des maisons qui se trouvaient derrière le temple calviniste de la rue de la Chèvre, construit à partir de 1576 mais que le parti catholique avait contraint la fermeture en 1577. Le temple est attribué aux Jésuites par lettres patentes du 3 février 1642 de Louis XIII contre un paiement qui doit être estimé par voie d'expert. C'est sur ce temple que les jésuites vont édifier ce nouveau sanctuaire destiné à devenir l’église de la résidence messine de la Compagnie de Jésus et que les Réformés appelleront le « Crève-Cœur ». Les jésuites sont mis en possession du temple le 22 juin 1643 et y célèbrent une messe le 1er février 1644. Les jésuites ont d'abord aménagé le temple avant de procéder à la construction d'une nouvelle église.
La première pierre de l'église est posée le 25 mars 1665. Faute de ressources financières, le chantier s'arrête en 1670, il reprend en 1673. Le chantier de construction est interrompu en 1676. Louis XIV s’est engagé dans la guerre de Hollande et les ouvriers disponibles travaillent aux fortifications de la ville. Ce n’est qu’en 1735 que reprennent les travaux et en 1739 qu’ils sont menés à bien. L’église est bénie le 25 novembre 1739. Après quelques travaux d’embellissement intérieur, l’édifice est consacré le 1er octobre 1741 par Mgr de Saint Simon, évêque de Metz.
Les Jésuites construiront tout autour de l’église un complexe qui abritera le collège. Ce dernier fonctionnera jusqu’en 1762, date de la suppression de l’Ordre des Jésuites en France. Une tentative de reprise  en 1763 échoua et ce furent en 1768 les bénédictins de Saint-Symphorien qui prirent la relève jusqu’à la suppression de l’établissement en 1794.

## Au cœur de la ville
1744 : la nouvelle église reçoit la reine de France Marie Leszczynska, le dauphin Louis et Mesdames de France, pour une cérémonie d’action de grâces le 25 août (fête de Saint Louis) célébrant la guérison du roi Louis XV tombé malade lors de son passage à Metz. Sous couvert d’un panégyrique de saint Louis, le prédicateur (l’abbé Josset, chanoine de la cathédrale) y fait alors acclamer le roi en le parant du titre de « Louis le Bien-Aimé ». Le fait fut colporté par les gazettes et Louis XV garda pour la postérité le nom qui lui fut donné dans cette église.
1793 : année de l’exécution de Louis XVI. L’église Saint-Louis devient le centre de réunions du Club des Jacobins et de la société populaire de Metz. Haut lieu de la Révolution, le bâtiment peut alors recevoir dans ses tribunes et sur ses gradins plus de 1 700 personnes.
1795 : l’Assemblée nationale ordonne la fermeture de tous les clubs. L’ancienne église devient alors le Temple Décadaire de la ville de Metz.
En 1802, le Premier Empire rend le bâtiment au culte catholique romain pour le service de la paroisse Notre-Dame nouvellement créée. C’est M. Nicolas Francin, évêque signataire de Metz (1791-1802) qui en est le premier curé.
1833 : l'église est restaurée en procédant à un réaménagement du chœur sous la direction de l'architecte messin Pierre-François Gautiez.
1844 : un siècle après la venue de la reine de France, un certain monsieur Verlaine, officier et sa femme y font baptiser leur fils Paul, futur « prince des poètes ».
1968 : L'église est classée au titre des monuments historiques par arrêté du 18 décembre.

## Architecture et peintures
L’architecture de l’église - notamment sa façade à deux étages avec des colonnes jumelés doriques - est fortement influencée par celle du noviciat des Jésuites de Paris, et ses œuvres les plus importantes ont été inspirés par Nicolas Poussin, dont les premières toiles majeures ont également été pour les Jésuites.
À l’intérieur, le mobilier est tout à fait remarquable et provient de Trèves, ancien siège archiépiscopal dont dépendait l’évêché de Metz avant la Révolution.
Les confessionnaux sont du dix-huitième siècle. La statuaire des autels principaux et du chœur dus à l’autrichien Molknecht (1830).

## Vitraux
Vingt-et-une verrières sont réalisées par Laurent-Charles Maréchal entre 1841 et 1860 et s’organisent en trois cycles : dans le chœur le cycle de la primauté de Pierre, dans le transept le cycle de la Vierge et enfin dans la nef le cycle de l’Église. L’ensemble témoigne de l’évolution des techniques dites « mécaniques » de fabrication de vitraux du XIXe siècle (perfectionnement d’un savoir-faire du Moyen Âge).
Trois vitraux originaux, perdus ou fortement abîmés à la suite d'un orage de grêle en 1942, sont remplacés au début du XXe siècle ; une Nativité et une Annonciation, ainsi que le vitrail de la Dormition transformé en Cène.
L’ensemble des vitraux ont été restaurés remarquablement entre 2009 et 2014. Après une étude approfondie, l’entreprise Parot développe des techniques de restauration dans le respect des procédés du XIXe siècle. Le vitrail original représentant l’Annonciation, retrouvé dans les combles lors des travaux, est reconstitué minutieusement et reprend sa place originale dans le programme iconographique de Maréchal.

## Orgue
Le buffet d’orgue datant de 1729, classé au titre d'objet en 1968 qui contient un orgue Mutin-Cavaillé-Coll inauguré par Charles-Marie Widor. Durant le XXe siècle, les plus grands organistes sont venus s’y produire (Marcel Dupré, Jean Langlais, Maurice Duruflé, Marie-Claire Alain…) aujourd’hui encore de nombreux concerts sont donnés dans ce lieu à l’initiative du titulaire Philippe Delacour. Il existe également de nombreux enregistrements de l’instrument.

## Galerie

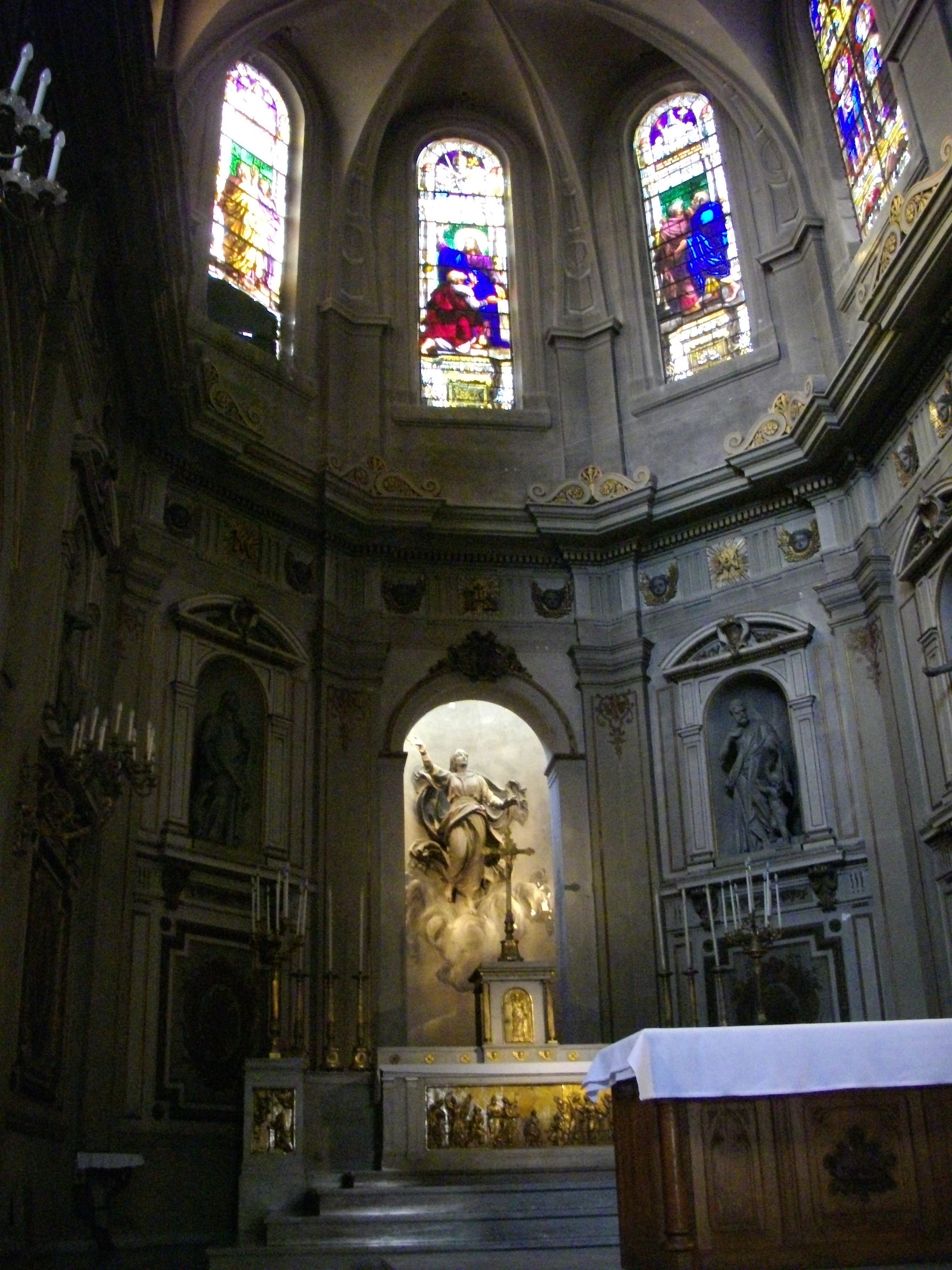
Intérieur du chœur
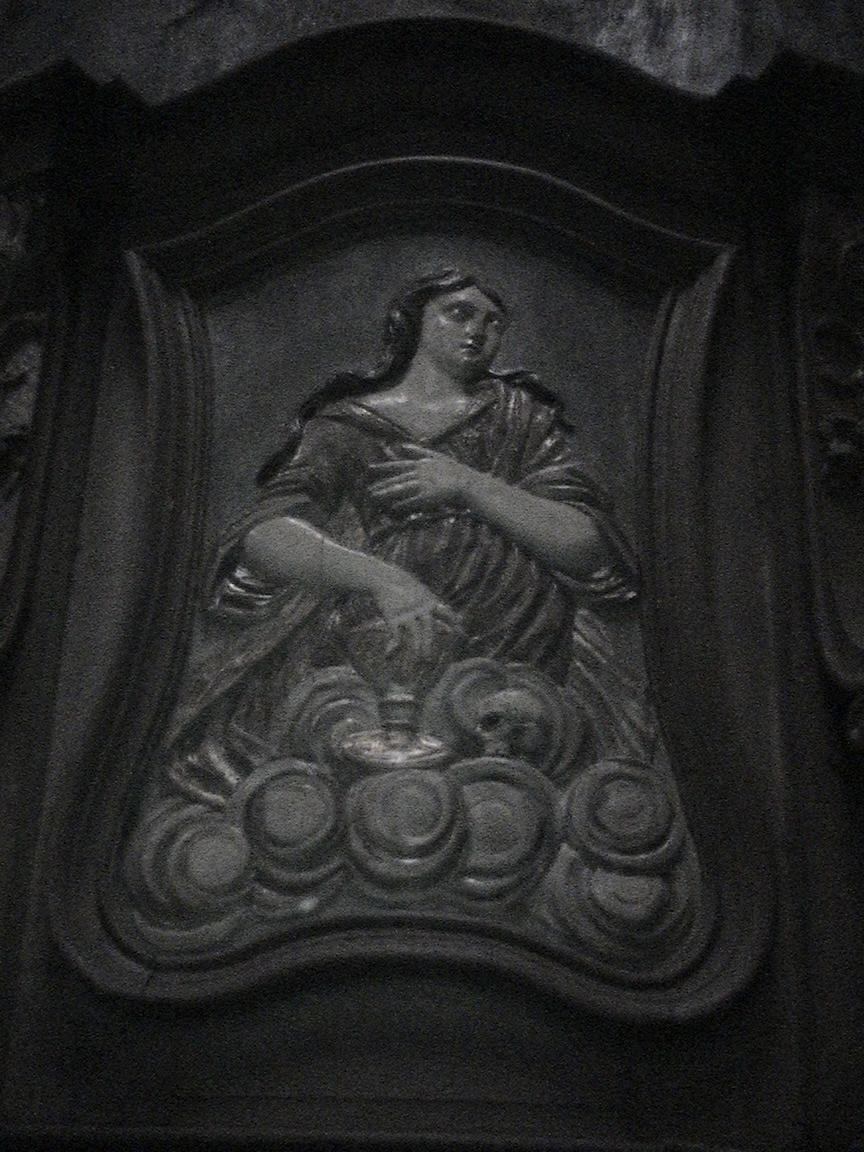
Marie la Magdalene, avec calice, crâne et vagues
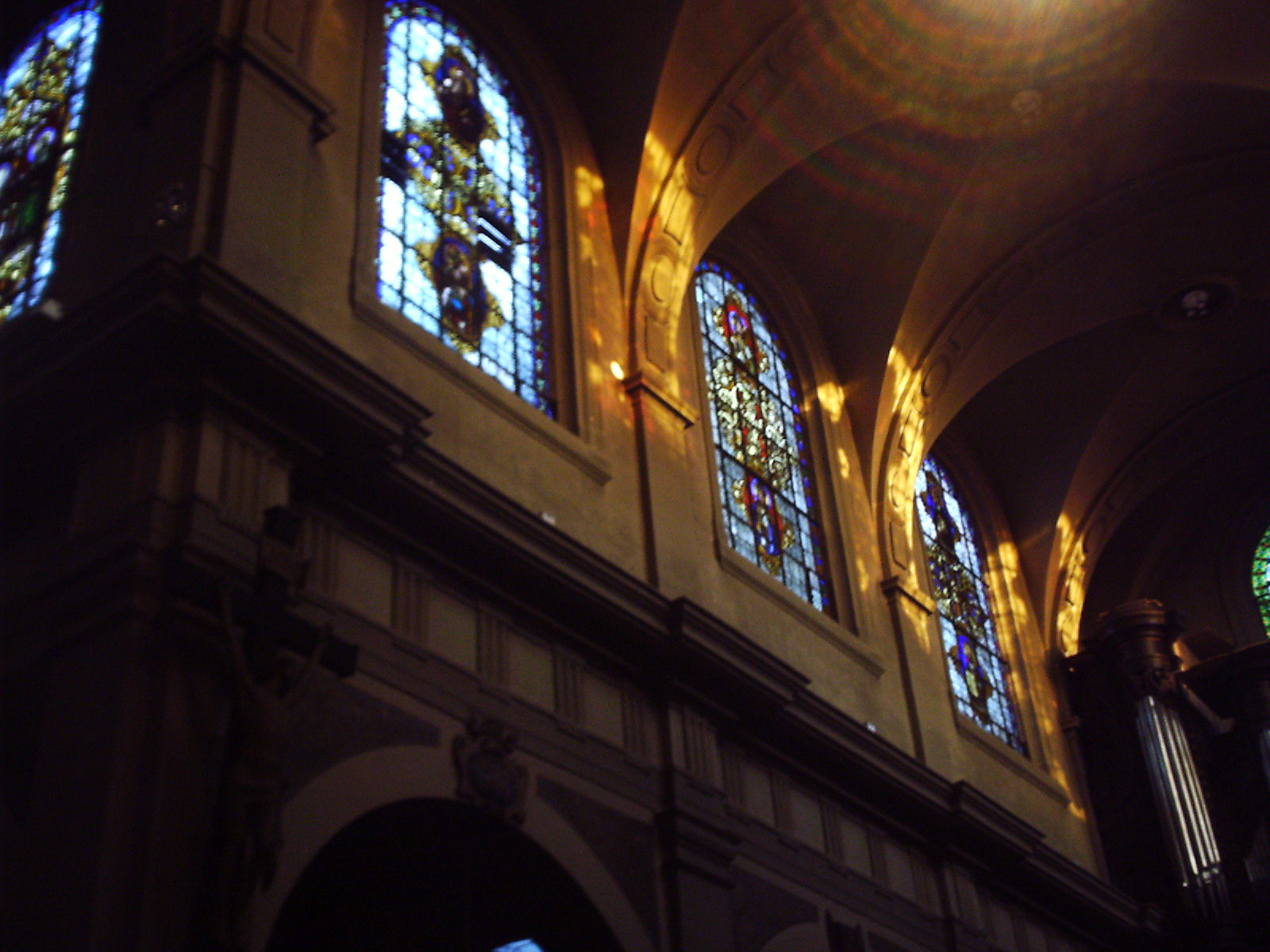
Vitraux de la haute nef
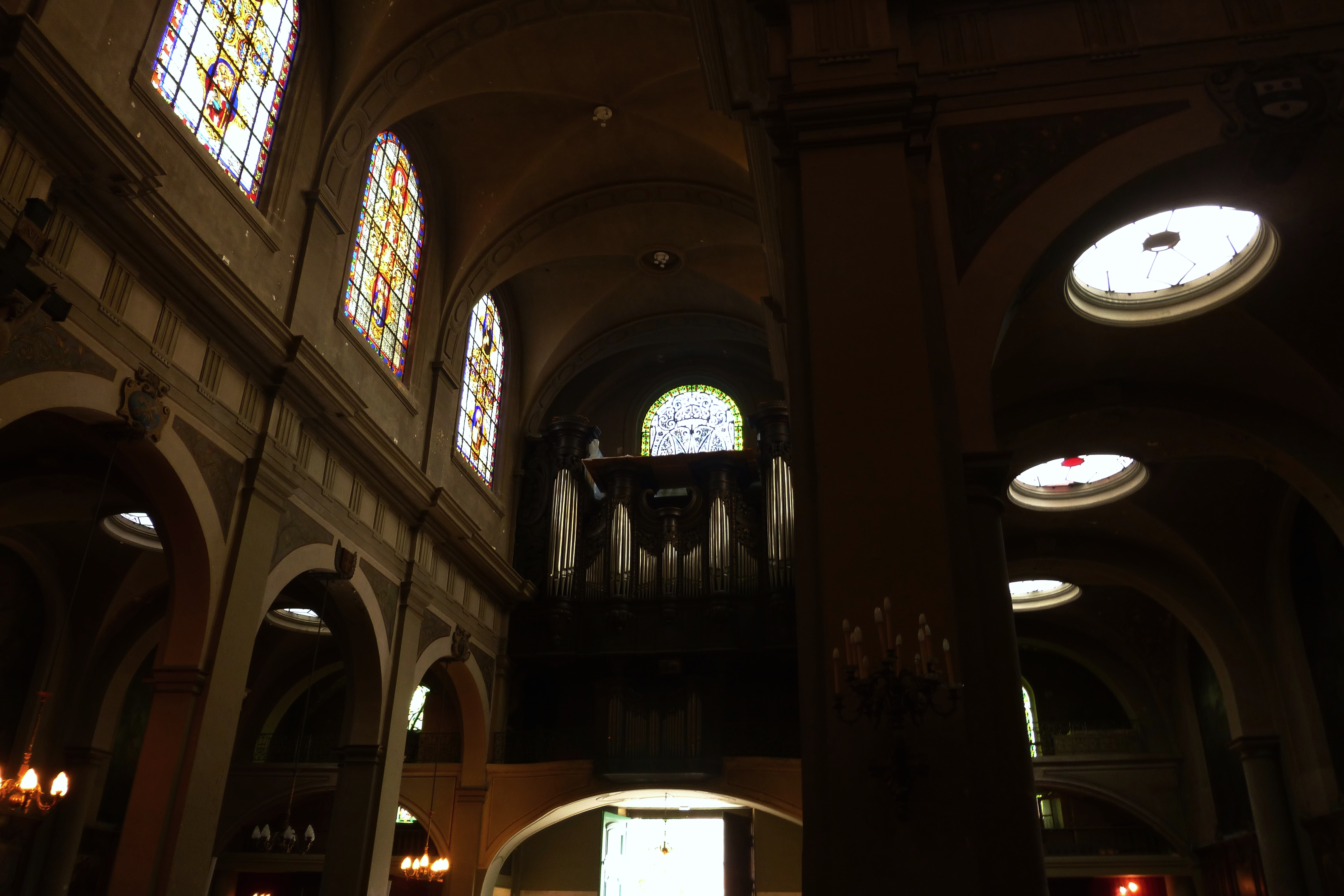
Nefs et grand orgue
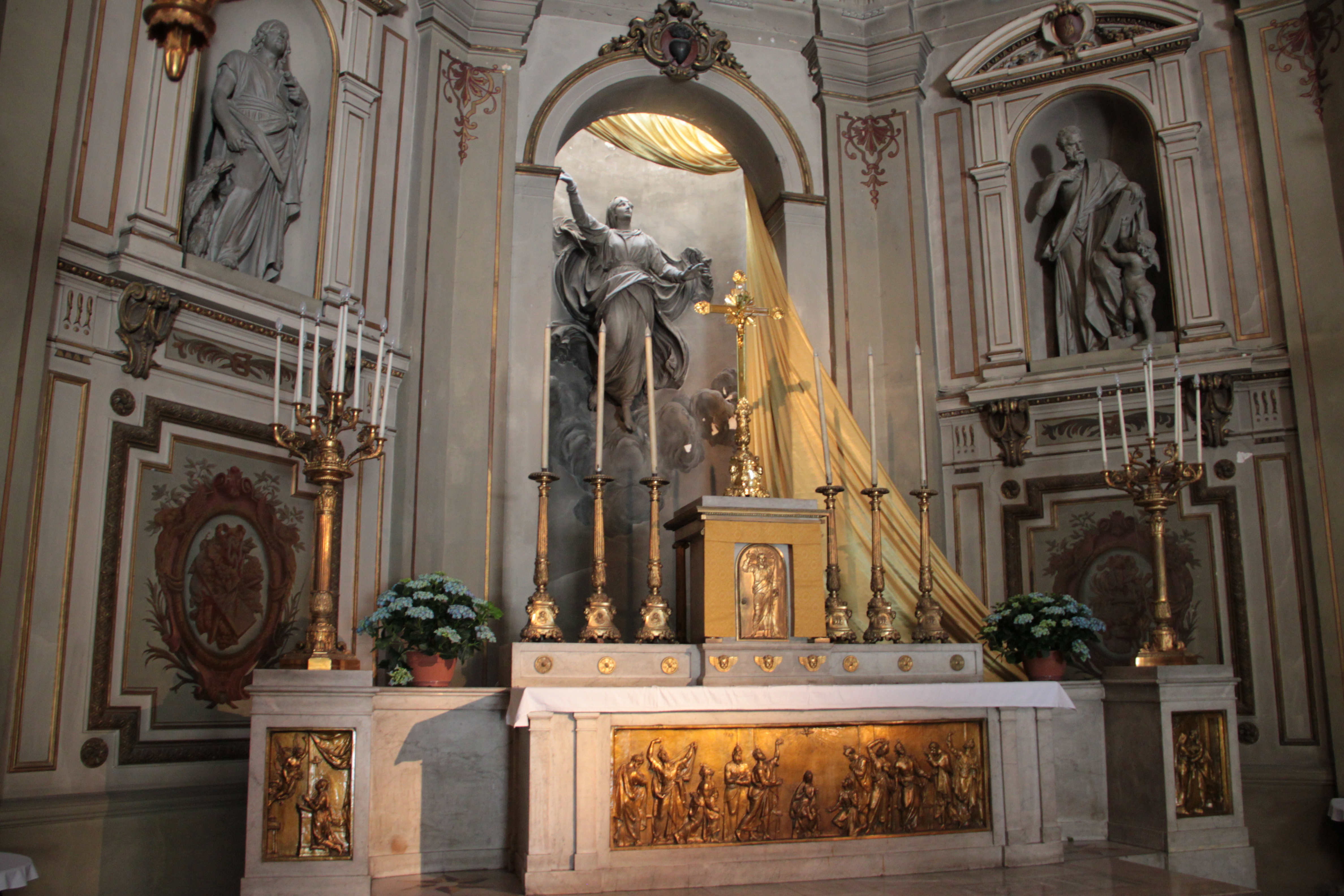
Vue sur la statue du chœur
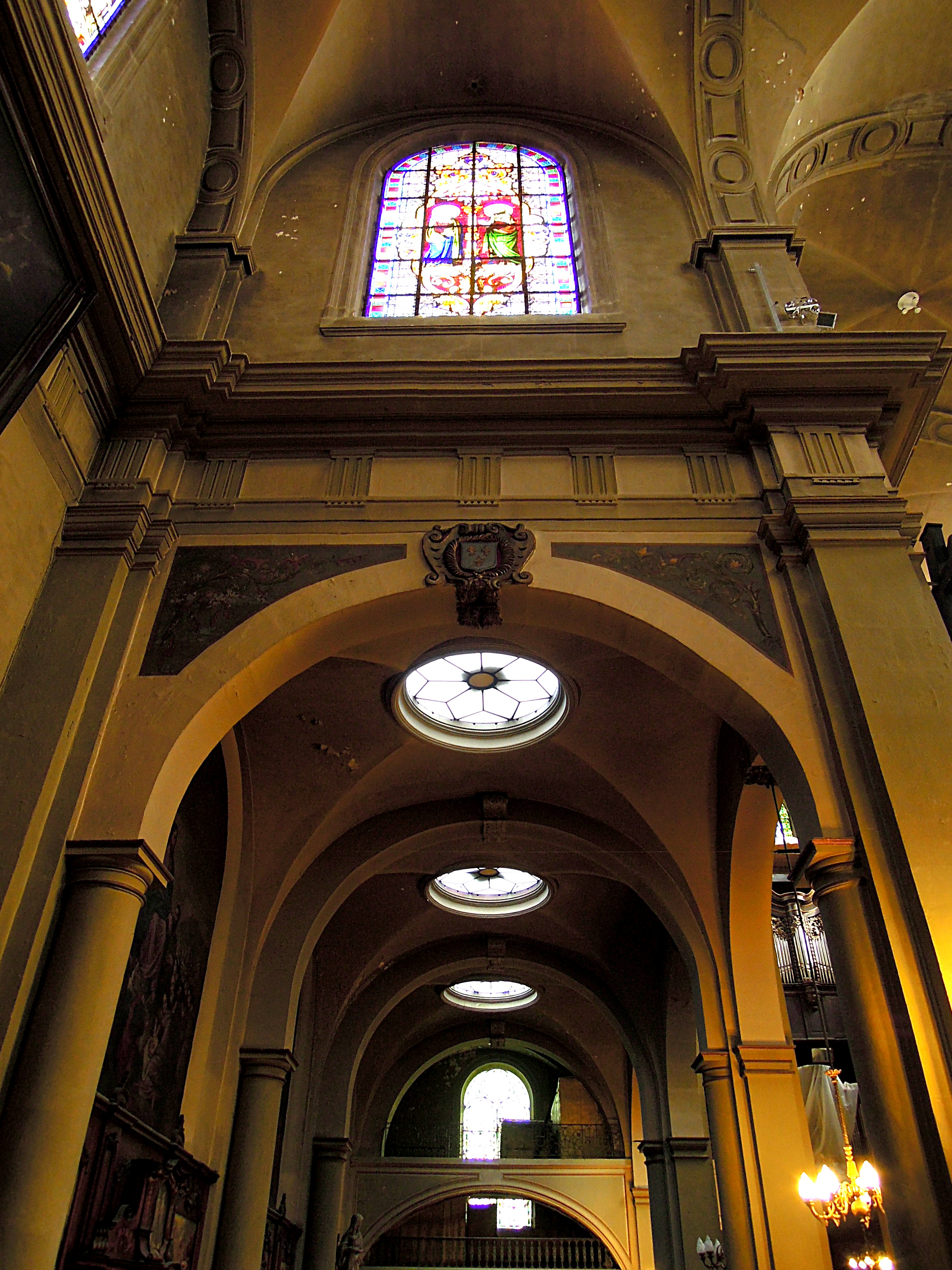
Nef latérale
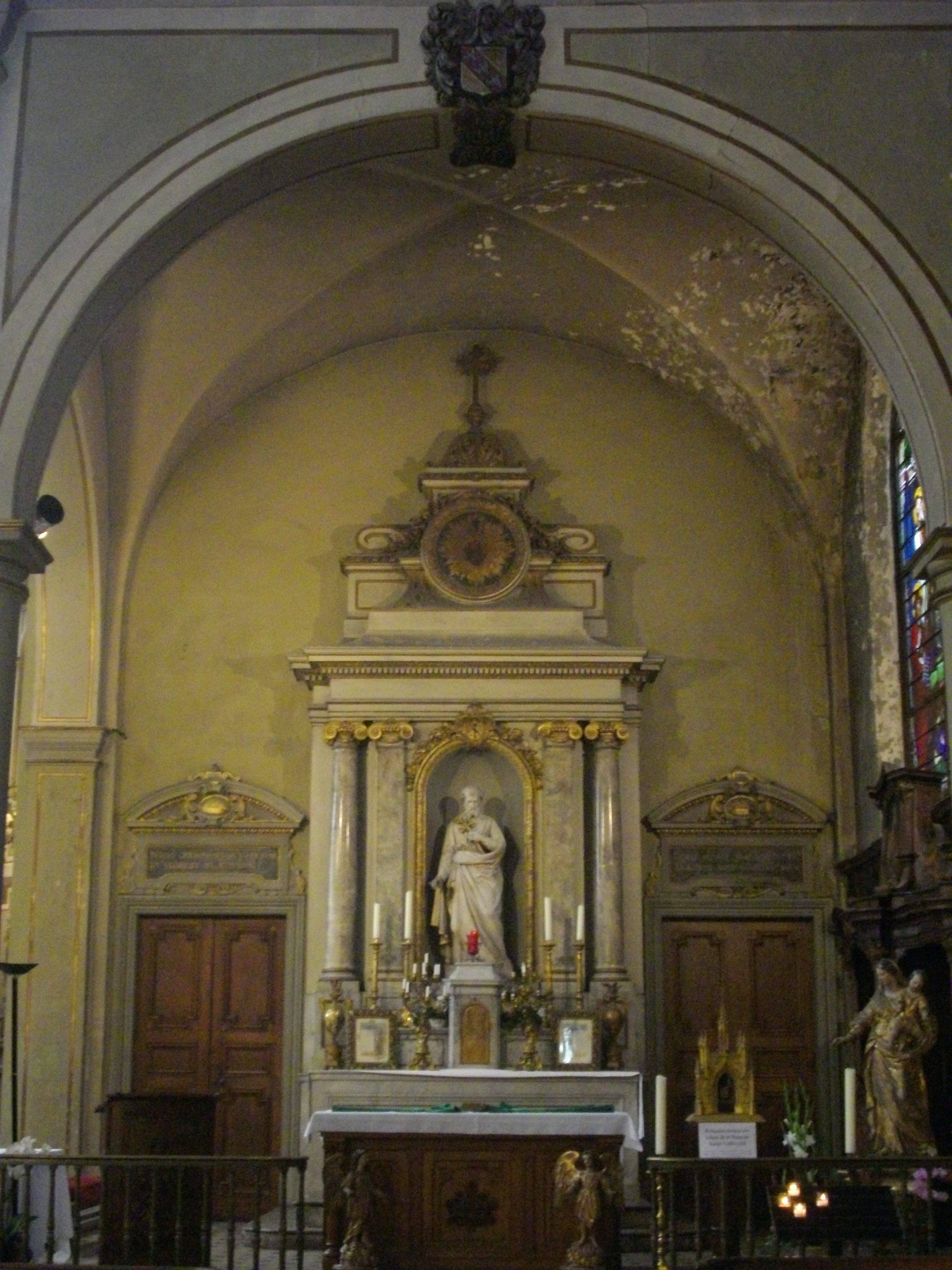
Chapelle latérale
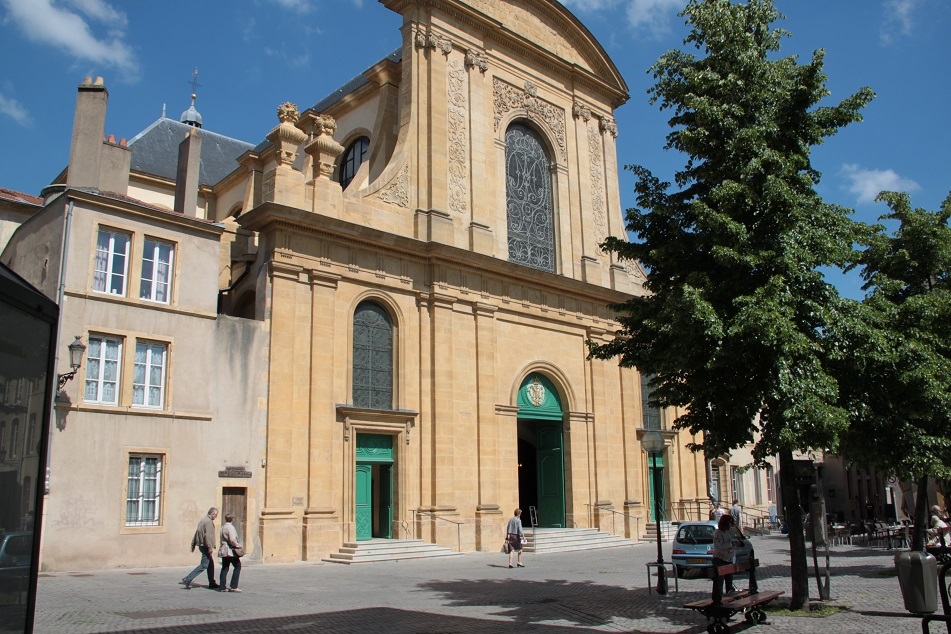
Vue générale de l'édifice rue de la Chèvre
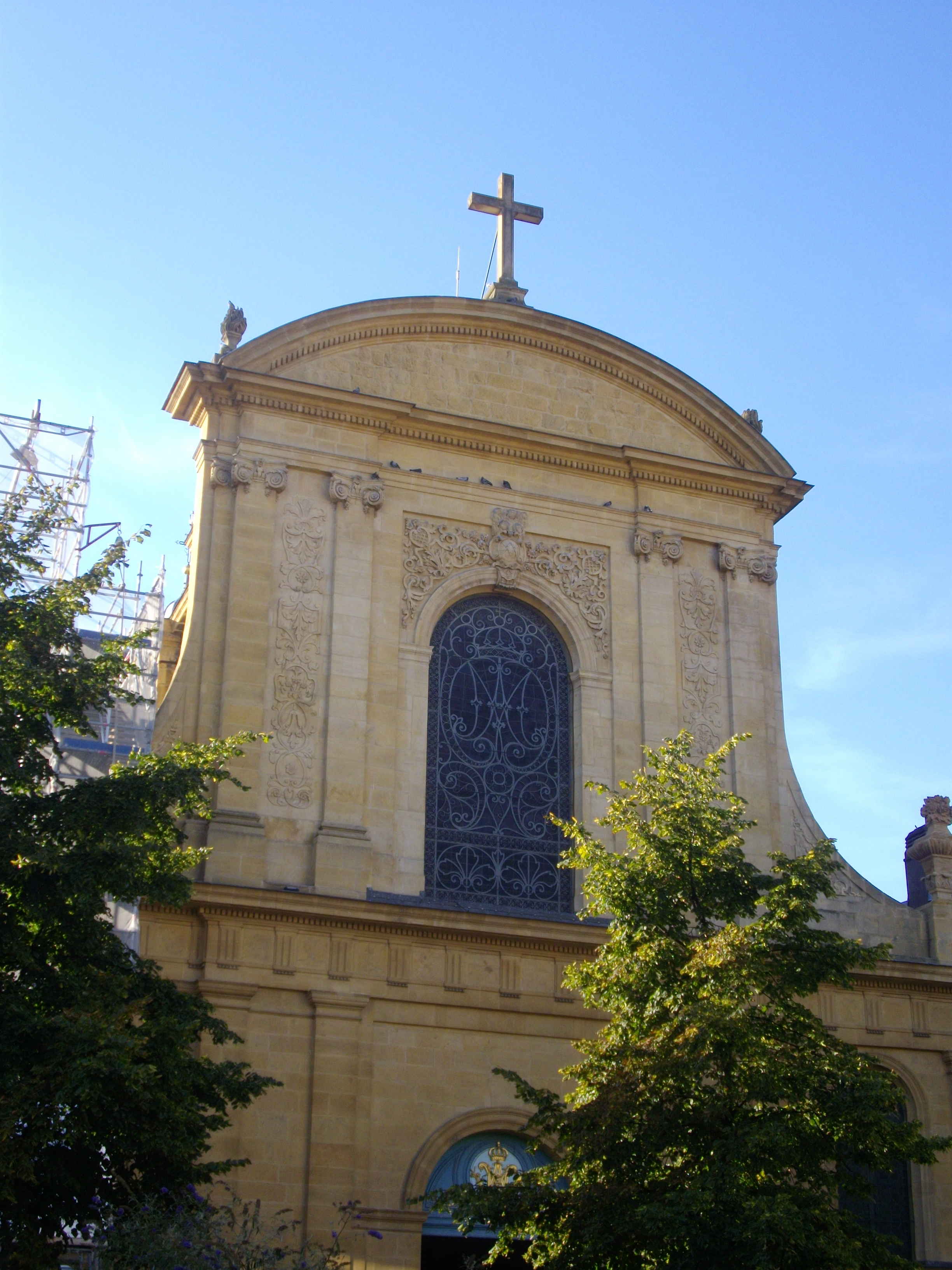
Partie supérieure de la façade
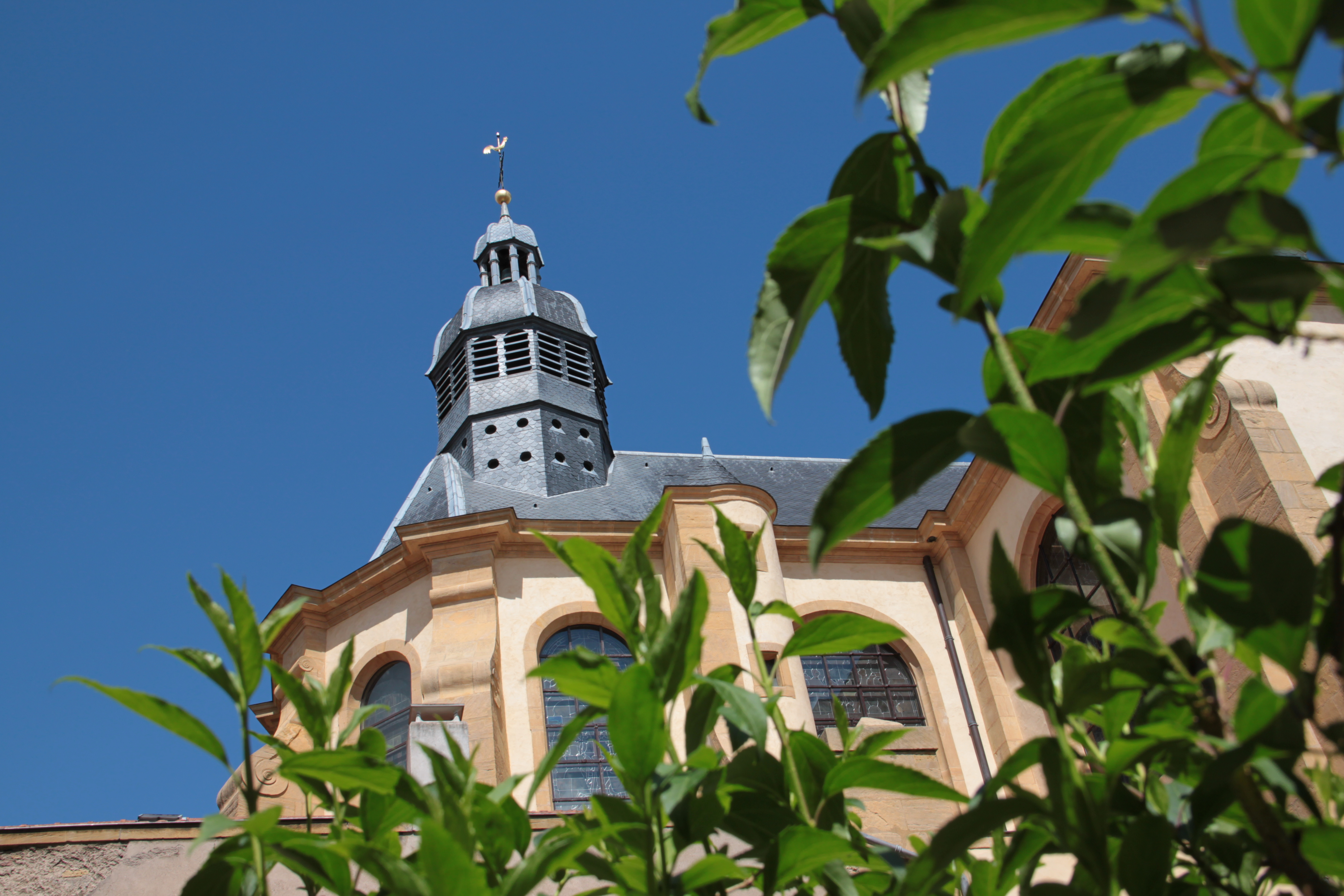
le chevet